# Dan priključitve Primorske k matični domovini
Dan priključitve Primorske k matični domovini je državni praznik v Sloveniji, ki ga praznujemo 15. septembra (vendar ta dan ni dela prost dan).
Praznik obeležuje 15. september 1947, ko je bila uveljavljena pariška mirovna pogodba z Italijo, ki je takratni Jugoslaviji in s tem tudi Sloveniji dodelila velik del Primorske. 
Praznik je pod imenom dan vrnitve Primorske k matični domovini uvedla novela zakona o praznikih in dela prostih dnevih v Republiki Sloveniji, ki so jo poslanci Državnega zbora sprejeli jeseni 2005. Vlada zaradi varčevalnih ukrepov prireja osrednjo državno proslavo ob tem prazniku vsakih pet let, sicer pa ga obeležujejo lokalne občine in kulturne organizacije. 23. oktobra 2024 je Državni zbor izglasoval novelo zakona o praznikih in dela prostih dnevih in s tem praznik preimenoval v dan priključitve Primorske k matični domovini.